# Rytidosperma setaceum
Rytidosperma setaceum là một loài thực vật có hoa trong họ Hòa thảo. Loài này được (R.Br.) Connor & Edgar miêu tả khoa học đầu tiên năm 1979.